# The Stupendous Adventures of Marco Polo
Albums de Marco Polo
The eXXecution
(2010) Per La Mia Gente / For My People
(2012)
The Stupendous Adventures of Marco Polo est une compilation du rappeur/producteurMarco Polo, sortie le 29 juin 2010.

## Liste des titres
| No  | Titre                             | Interprète(s)              | Durée |
| --- | --------------------------------- | -------------------------- | ----- |
| 1.  | Buggin Out                        | MC D-Stroy et The Bad Seed | 4:17  |
| 2.  | The Radar (Remix)                 | Large Professor            | 4:19  |
| 3.  | The Bridge                        | Promise                    | 3:08  |
| 4.  | Official                          | Red Clay                   | 1:34  |
| 5.  | Bomb Shit                         | Ruste Juxx                 | 2:38  |
| 6.  | Whylin Out                        | Shylow                     | 2:29  |
| 7.  | Think of You Now                  | Saga                       | 4:21  |
| 8.  | Combat Drills                     | Torae                      | 2:52  |
| 9.  | Best to Do It (Marco Polo Remix)  | DJ KO                      | 4:06  |
| 10. | Blockshit                         | Skyzoo                     | 2:44  |
| 11. | Who I Be (Marco Polo Remix)       | Diamond District           | 4:10  |
| 12. | How I Get Down (Marco Polo Remix) | Skoob                      | 3:58  |
| 13. | So Basic                          | Surreal                    | 4:38  |
| 14. | The Veteran                       | Grand Daddy I.U.           | 3:06  |
| 15. | Ambition                          | Arcee                      | 4:04  |
| 16. | Radio (Marco Polo Remix)          | Exile                      | 3:06  |